# BVIFA National Football League 2023/24
Die BVIFA National Football League 2023/24 war die 14. Austragung der höchsten Spielklasse der Britischen Jungferninseln. Es nahmen 10 Mannschaften teil, die je zwei Mal vom 15. Oktober 2023 bis 26. Mai 2024 gegeneinander antraten. Meister wurde erstmals Wolues FC.

## Abschlusstabelle
Stand: Saisonende 2023/24
| Pl. | Verein                 | Sp. | S  | U | N  | Tore    | Diff. | Punkte | Qualifiziert   |
| --- | ---------------------- | --- | -- | - | -- | ------- | ----- | ------ | -------------- |
| 1.  | Wolues FC              | 18  | 15 | 0 | 3  | 099:200 | +79   | 45     | Presidents Cup |
| 2.  | Islanders FC           | 18  | 13 | 2 | 3  | 070:230 | +47   | 41     | Presidents Cup |
| 3.  | Virgin Gorda United    | 18  | 14 | 1 | 3  | 085:110 | +74   | 43     | Presidents Cup |
| 4.  | One Love United FC (M) | 18  | 8  | 5 | 5  | 054:410 | +13   | 29     | Presidents Cup |
| 5.  | Lion Heart FC          | 18  | 8  | 3 | 7  | 055:410 | +14   | 27     |                |
| 6.  | Sugar Boys FC          | 18  | 8  | 5 | 5  | 055:290 | +26   | 29     |                |
| 7.  | Rebels FC              | 18  | 7  | 1 | 10 | 036:600 | −24   | 22     |                |
| 8.  | Panthers FC            | 18  | 5  | 3 | 10 | 036:560 | −20   | 18     |                |
| 9.  | Positive FC            | 18  | 2  | 0 | 16 | 016:117 | −101  | 06     |                |
| 10. | Old Madrid FC          | 18  | 0  | 0 | 18 | 012:120 | −108  | 0      |                |

| Zum Saisonende 2023/24: |                                         |
| (M)                     | Amtierender Meister: One Love United FC |

## Presidents Cup
Am Presidents Cup 2024 nehmen die besten 4 bestplatzierten Mannschaften der Liga teil. Umgangssprachlich wird dieser Wettbewerb auch als „Kampf der Big 4“ bezeichnet. Das Finale findet im East End Stadium (Greenland/Parham Town) statt.

### Teilnehmende Teams 2023/24
- Wolues FC
- Islanders FC
- Virgin Gorda United
- One Love United FC

### Turnierbaum
|  | Semifinals          | Semifinals |                     |   | Finale | Finale |
|  |                     |            |                     |   |        |        |
|  | 23. Juni            |            |                     |   |        |        |
|  |                     |            |                     |   |        |        |
|  | Virgin Gorda United | 3          |                     |   |        |        |
|  | Virgin Gorda United | 3          | 11. August          |   |        |        |
|  | Islanders FC        | 0          |                     |   |        |        |
|  | Islanders FC        | 0          | Virgin Gorda United | 2 |        |        |
|  | 23. Juni            |            | Virgin Gorda United | 2 |        |        |
|  |                     | Wolues FC  | 0                   |   |        |        |
|  | Wolues FC           | Wolues FC  | 0                   | - |        |        |
|  | Wolues FC           |            |                     | - |        |        |
|  | One Love United FC  |            |                     |   |        |        |
|  |                     |            |                     |   |        |        |

#### Infos
- Wurde für Wolues FC gewertet, da One Love United 3 nicht Spielberechtigte Spieler einsetzte. Ursprüngliches Ergebnis war ein 1-7 für One Love United.

- Shamar Ollivierre erzielte in der 14. Spielminute das Finaltor zum 1:0 für Virgin Gorda United. Das zweite Tor war ein Eigentor eines Wolues-Spielers.

## FA:Cup
Der Football:Associaction:Cup (FA:Cup) ist der höchste Nationale Pokalwettbewerb für Vereinsmannschaften auf den Britischen Jungferninseln.

### Qualifikationsrunde
| Datum    |              | Ergebnis |               |
| -------- | ------------ | -------- | ------------- |
| 7. Juli  | Panthers FC  | 6:1      | Positive FC   |
| 10. Juli | Islanders FC | X:x      | Old Madrid FC |

### Viertelfinale
| Datum    |                     | Ergebnis        |              |
| -------- | ------------------- | --------------- | ------------ |
| 13. Juli | Virgin Gorda United | 6:2             | Rebels       |
| 14. Juli | One Love United     | 1:1 (4:2 i. E.) | Islanders FC |
| 14. Juli | Sugar Boys          | 0:2             | Panthers FC  |
| 14. Juli | Wolues FC           | 11:00           | Lion Heart   |

### Halbfinale
| Datum    |                 | Ergebnis |                     |
| -------- | --------------- | -------- | ------------------- |
| 21. Juli | One Love United | 1:5      | Virgin Gorda United |
| 21. Juli | Wolues FC       | 4:0      | Panthers FC         |

### Spiel um Platz 3
| Datum    |                 | Ergebnis      |          |
| -------- | --------------- | ------------- | -------- |
| 28. Juli | One Love United | 4:4 (4:3 i.E) | Panthers |

### Finale
| Datum    |                     | Ergebnis |        | Ort              |
| -------- | ------------------- | -------- | ------ | ---------------- |
| 28. Juli | Virgin Gorda United | 2:1      | Wolues | East End Stadium |

- - Torschützen: T’Khoy Morton (6.), Joel Mars (84.) für Virgin Gorda United; Christopher Pease (78.) für Wolues.

## Emmet Caines Pre-Season Knockout Tournament 2023
Die erste Ausgabe des Emmet Caines Pre-Season Knockout Tournament fand im September und Oktober 2023 statt.

### Runde 1
| Datum                                                            |                     | Ergebnis        |            |
| ---------------------------------------------------------------- | ------------------- | --------------- | ---------- |
| 16. September                                                    | Lion Heart          | 1:1 (2:3 i. E.) | Old Madrid |
| 16. September                                                    | Rebels              | 3:3 (4:5 i. E.) | Positive   |
| 17. September                                                    | Virgin Gorda United | 2:0             | Panthers   |
| Torschützen: Bernard Cumberbatch (36.), Deshawn Richardson (74.) |                     |                 |            |
| 17. September                                                    | One Love United     | 2:2 (4:3 i. E.) | Islanders  |
| 17. September                                                    | Wolues              | 4:7             | Sugar Boys |

### Runde 2
| Datum                                                                        |                     | Ergebnis |            |
| ---------------------------------------------------------------------------- | ------------------- | -------- | ---------- |
| 23. September                                                                | One Love United     | 5:0      | Positive   |
| 24. September                                                                | Virgin Gorda United | 5:0      | Old Madrid |
| Torschützen: Jaadon Quashie (2), Bernard Cumberbatch (2), Deshawn Richardson |                     |          |            |
|                                                                              | Sugar Boys          |          | Freilos    |

### Halbfinale
| Datum |                 | Ergebnis        |                     | Ort                            |
| --- | --------------- | --------------- | ------------------- | ------------------------------ |
| 1. Oktober | Sugar Boys      | 2:2 (3:4 i. E.) | Virgin Gorda United | Virgin Gorda Recreation Ground |
| Torschützen: Bernard Cumberbatch (23.), Sheldon Toney (41.) für Virgin Gorda United; Alejandro Sanchez (54., 85.) für Sugar Boys |                 |                 |                     |                                |
| | One Love United |                 | Freilos             |                                |

### Finale
| Datum                                                                            |                 | Ergebnis |                     | Ort              |
| -------------------------------------------------------------------------------- | --------------- | -------- | ------------------- | ---------------- |
| 8. Oktober                                                                       | One Love United | 0:4      | Virgin Gorda United | East End Stadium |
| Torschützen: Bernard Cumberbatch (4.), Jaadon Quashie (47., 51.), Eigentor (60.) |                 |          |                     |                  |

## Besten Torschützen
Die besten Torjäger in der BVIFA National Football League Saison 2023/24.
| Platz | Name                | Team                | Tore |
| ----- | ------------------- | ------------------- | ---- |
| 01.   | Hugo Liziário       | Wolues FC           | 25   |
| 02.   | Bishon Richards     | Lion Heart FC       | 21   |
| 03.   | Jaadon Quashie      | Virgin Gorda United | 20   |
| 04.   | Oswort Holder       | Islanders FC        | 17   |
| 05.   | Marcus Robinson     | Wolues FC           | 15   |
| 06.   | Antonio Rodney      | Islanders FC        | 14   |
| 07.   | Derrol Redhead      | Sugar Boys FC       | 14   |
| 08.   | Joel Mars           | Virgin Gorda United | 12   |
| 09.   | Alejandro Sanchez   | Sugar Boys FC       | 12   |
| 10.   | Bernard Cumberbatch | Virgin Gorda United | 11   |